# Šalomounovo moře
Šalomounovo moře (anglicky Solomon Sea) leží na východ od ostrova Nová Guinea. Na severu tvoří jeho hranici ostrov Nová Británie, na východě Šalomounovy ostrovy a na jihu Korálové moře.
Moře má rozlohu 720 000 km² a maximální hloubku 9140 m.
Během druhé světové války bylo Šalomounovo moře dějištěm intenzivních bojů mezi Japonci a Spojenci.